# 707 Stëina
707 Steïna è un asteroide della fascia principale. Scoperto nel 1910, presenta un'orbita caratterizzata da un semiasse maggiore pari a 2,1803985 UA e da un'eccentricità di 0,1083130, inclinata di 4,27359° rispetto all'eclittica.
Il suo nome è in onore di un certo Mr. Stein, benefattore dell'osservatorio di Breslavia.